# 西江秋海棠
西江秋海棠（学名：Begonia fordii）为秋海棠科秋海棠属的植物，是中国的特有植物。分布在中国大陆的广东等地，目前已由人工引种栽培。